# Црква светог Јована Крститеља (Липово)
Црква светог Јована Крститеља је један од православних храмова Српске православне цркве у Липови (мађ. Lippó). Црква припада Будимској епархији Српске православне цркве.
Црква је посвећена светом Јовану Крститељу.

## Историјат
У Липову је постојала мала дрвена црква почетком 18. века. Мештани су срушили ту малу цркву и саградили другу по реду цркву у селу. Средином века црква је освећена, а 1759. године основано је парохијско звање. 
Трећа по реду цркцва у Липови сазидана је 1804. године. Црква је висока једнобродна грађевина, грађена у неокласицистичком маниру. Споља има тространу апсиду, лучно засведене прозорске отворе. Цркву украшава барокни завршетак торња са латерном и годином 1911, када је цркваа обновљен.
Иконостас је осликао Никола Димшић из Новог Сада 1863-4. године. У цркви се налази и серија празничних - целивајућих икона из 18. века.
Црква светог Јована Крститеља у Липову је парохија Архијерејског намесништва мохачког чији је Архијерејски намесник Јереј Зоран Живић. Администратор парохије је јереј Милан Ерић.